# 任芝铭
任芝铭（1869年—1969年），字子勉，曾用名志民，男，河南新蔡人，中国政治人物，曾任河南省政协副主席，第三、四届全国政协委员。

## 家庭
大女儿任馥坤。二女儿任锐（任纬坤），女婿孙炳文，外孙女孙维世。三女儿任载坤，女婿冯友兰，外孙女冯钟琏、冯钟璞，外孙冯钟辽、冯钟越。四女儿任焕坤。五女儿任叙坤。六女儿任均，女婿王一达。